# Garlasco
Garlasco – miejscowość i gmina we Włoszech, w regionie Lombardia, w prowincji Pawia.
Według danych na rok 2004 gminę zamieszkiwało 9158 osób, 234,8 os./km².